# 尤素福·欧赛敏
尤素福·本·艾哈迈德·欧赛敏（阿拉伯语：‎，羅馬化：Yousef bin Ahmad Al-Othaimeen），沙特阿拉伯前部长，伊斯兰合作组织秘书长。前秘书长伊亚德·本·阿明·马达尼因健康问题辞去秘书长一职后，欧赛敏担任秘书长至今。
欧赛敏拥有沙特國王大學社会学学士学位（1977年）、俄亥俄大学政治社会学硕士学位（1982年）和美利坚大学政治社会学哲学博士学位（1986年）。
欧赛敏于2007年至2015年期间担任沙特阿拉伯王国社会事务部长。